# František Pavel Rigler
Franz Paul Rigler (celým jménem Franz Xaver Paul Rigler) nebo František Pavel Rigler (1747/1748 ve Vídni – 17. října 1796, Vídeň) byl rakouský hudební skladatel, hudební pedagog a klavírní virtuóz, učiteľ hudby a hudobný teoretik. Pôsobil v Prešporku a vo Viedni..
Asi od roku 1775 žil v Bratislavě, kde založil v roce 1779 hudební školu. Mezi jeho žáky patřil i otec Franze Liszta Adam Liszt. Výuka vyžadovala, aby mal v triede pomocníkov Henricha Kleina a Jána Svobodu . Klein študoval u Albrechtsbergera a patril do okruhu priateľov Beethovena. Rigler V uherské školní reformě Ratio educationis (1777) zodpovídal za oblast hudby. Je autorem učebnice Anleitung zum Klavier (1779), která vyšla v přepracované podobě pod názvem Anleitung zum Gesange (1798). Vypracoval osnovy -študijný plán a učebnicu pre hudobné triedy, ktoré mali fungovať v Uhorsku pri akadémiách a pri univerzitách.
Jeho žákem byl i hudební skladatel Ján Nepomuk Hummel.